# Flinte

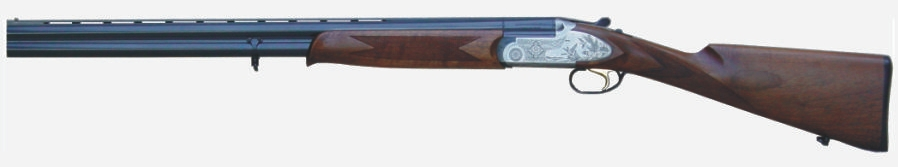
Bockflinte mit englischem Schaft

Als Flinte (auch Schrotflinte) wird eine Handfeuerwaffe mit glatter Laufbohrung bezeichnet. Sie ist von der Büchse mit gezogenem Lauf zu unterscheiden. Heutzutage sind Flinten in erster Linie für das Verfeuern von Schrotkugeln auf kurze Distanzen ausgelegt. Sie kommen als Jagd-, Sport- und Dienst-Gewehre zum Einsatz. Je nach Munition ergeben sich realistische Einsatzreichweiten von 50 bis 100 Metern. Ein Überschreiten dieser Reichweiten ist mit dafür ausgelegten Patronen möglich. Neben Schrot können auch massive Flintenlaufgeschosse verschossen werden.
Ursprünglich wurde als Flinte das um 1620 aufkommende glattläufige Steinschlossgewehr bezeichnet, weil es mit Hilfe eines Flintsteins (Feuerstein) zündete.

## Begriffsentstehung
Der Begriff Flinte stammt vom Flintschloss (Feuersteinschloss) und ist dem althochdeutschen Begriff flins (Steinsplitter) entlehnt. Das wahrscheinlich zwischen 1620 und 1630 in Frankreich entwickelte Steinschloss nutzt einen Feuerstein (genannt auch Flinsstein und Flintenstein) zur Erzeugung von Funken. Dabei ist der Stein im Hahn befestigt und schlägt bei Betätigung des Abzugs gegen den Pfannendeckel der Batterie. Dieser öffnet sich dadurch und der Funke entzündet das darunter liegende „Zündkraut“ (Schwarzpulver), welches über eine Bohrung im Lauf die Treibladung entzündet.
Die Steinschlossflinte verdrängte bis etwa 1700 die glattläufige schwere Muskete und leichte Arkebuse mit Luntenschloss als bis dahin übliche Militärwaffen. Die Steinschlossflinte blieb bis etwa zur Mitte des 19. Jahrhunderts in militärischem Gebrauch, bevor sie durch die Flinte mit Perkussionsschloss abgelöst wurde. Aufgrund ihrer mangelnden Präzision taugte die Flinte im Rahmen der Lineartaktik nur für den gemeinsamen Salvenschuss; dagegen war die präzisere, aber umständlicher zu ladende Radschloss-, Steinschloss- oder Perkussionsschlossbüchse die bevorzugte Waffe für den gezielten Einzel- und Fernschuss (bis ca. 650 m) des militärischen Scharfschützen oder auf der privaten Jagd. Die mit der Steinschlossflinte bewaffneten neu aufgestellten Einheiten der Linieninfanterie hießen Füsiliere, während die bisherigen Musketiere und Grenadiere, selbst nach Einführung der Flinte auch bei ihnen, ihre traditionelle Benennung meist beibehielten. Die dagegen mit Büchsen ausgestatteten Soldaten der leichten Infanterie nannte man Schützen, Jäger, Voltigeure oder Karabiniers. Mit der Ablösung der bisherigen Vorderladerwaffen durch moderne Hinterlader in der zweiten Hälfte des 19. Jahrhunderts verschwanden glattläufige Schusswaffen, von der Flinte bis zum Glattrohrgeschütz, nahezu vollständig aus den Armeearsenalen. Von wenigen Ausnahmen abgesehen, bilden seitdem Waffen mit gezogenem Lauf den militärischen Standard.
Im Übrigen unterscheidet man seit Mitte des 19. Jahrhunderts zwischen der schweren Militärflinte und der leichten, zivil verwendeten Jagdflinte.

## Varianten

### Einschüssige Flinten, Doppel- und Bockflinten
Einläufige, einschüssige Flinten sind günstig, leicht und robust. In der Regel handelt es sich um Waffen mit Kipplaufverschluss, Modelle mit Zylinderverschluss sind eher selten. Doppelflinten (mit zwei nebeneinander liegenden Läufen, auch Querflinten genannt) und Bockflinten (mit zwei übereinanderliegenden Läufen) sind schwerer, haben jedoch den Vorteil, ohne Verzug einen zweiten Schuss abgeben zu können.

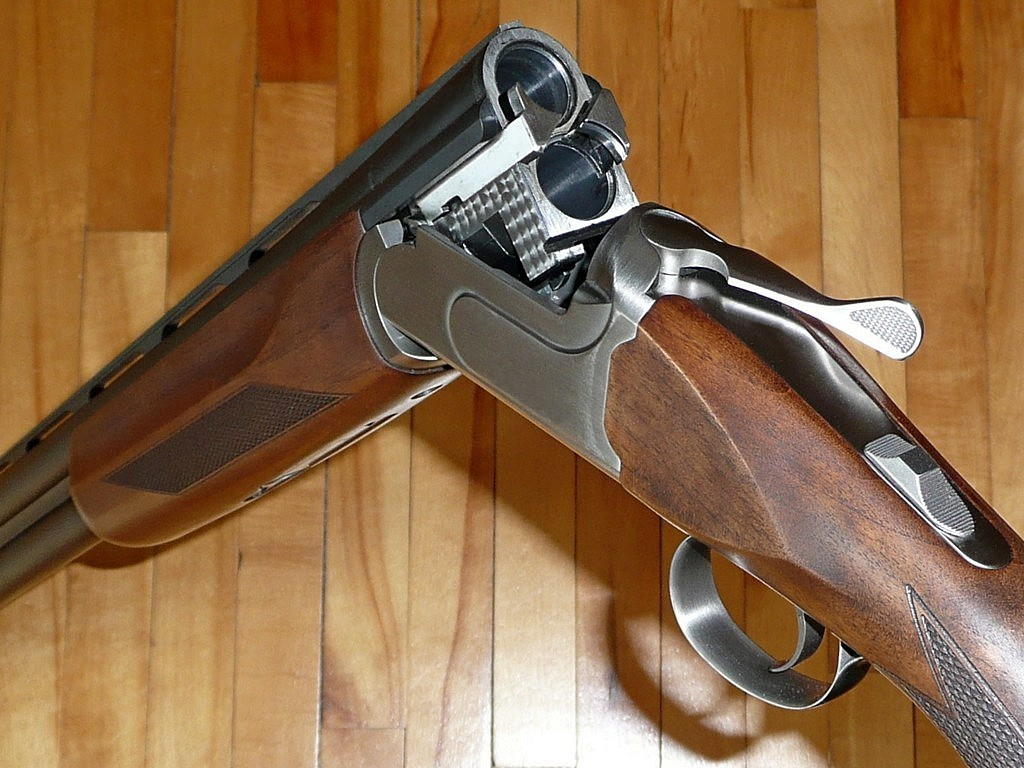
Bockflinte, ladebereit

Mehrläufige Gewehre, oft Drillinge, bei denen glatte und gezogene Läufe installiert sind, nennt man kombinierte Waffen.
Die häufig verwendete Bezeichnung „Bockdoppelflinte“ stellt eigentlich eine Art Pleonasmus dar. Die Bezeichnung „Bock…“ beschreibt die übereinander liegende (aufgebockte) Anordnung der Läufe. Die Bezeichnung „Bockdoppelflinte“ für zwei übereinander liegende Schrotläufe wird aber verwendet, um eine Verwechslung mit „Bockbüchsflinte“, also einen über einem Kugellauf liegenden Schrotlauf, zu verhindern. Als Abkürzung in Kleinanzeigen wird jedoch fast immer „BDF“ (Bockdoppelflinte) verwendet.
Auch zwischen den Querflinten und Bockflinten gibt es wichtige Unterschiede. So bietet die Bockflinte zu den Seiten ein besseres Gesichtsfeld. Durch die über und nicht zwischen den Läufen liegende Visierschiene wird bei heißgeschossenen Läufen die Sicht auf das Ziel weniger durch aufsteigende Warmluftschlieren beeinträchtigt. Ebenso wird der Rückstoß des unteren Laufs als geringer empfunden, da er geradliniger in die Schulter geleitet wird. Bei beiden Waffen hebt der Rückstoß die Mündung an, bei der Querflinte wird sie jedoch auch zur Seite bewegt, da hier die Achse der Waffe zwischen den Laufachsen liegt.

#### Schloss
Die fünf Hauptteile eines Schlosses sind der Spannarm, das Spannstück, der Zündstift, der Hahn und die Abzugsstange. Diese Teile werden gebraucht, um einen Schuss abzufeuern.

##### Flinte mit Hahn

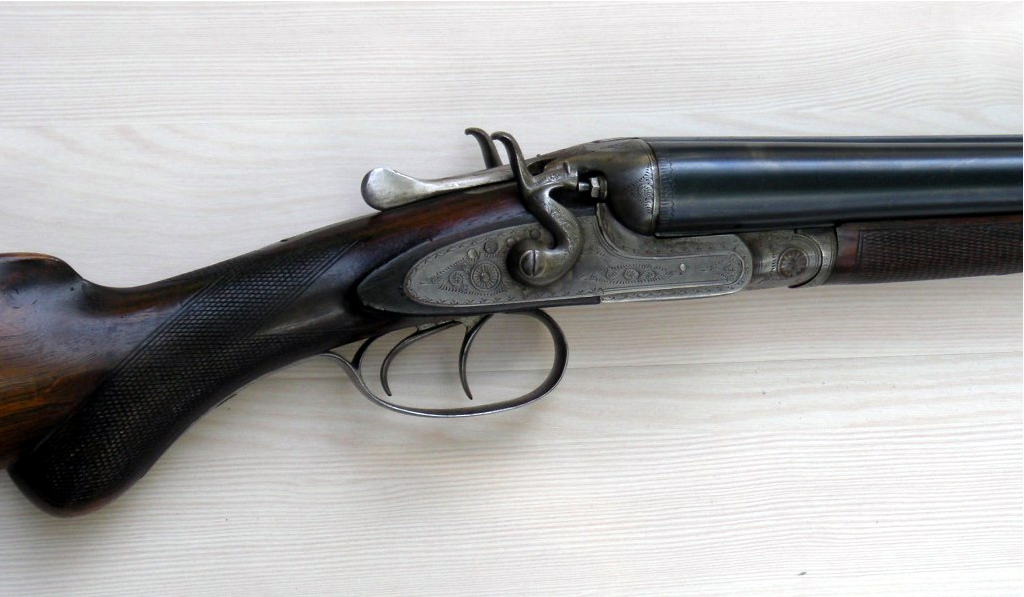
Englische Hahndoppelflinte

Hahnflinten verfügen über einen bzw. zwei außen liegende Hähne, die von Hand ge- oder entspannt werden können und bei Betätigung des Abzugs auf den Schlagbolzen treffen, wodurch dieser gegen das Zündhütchen der Patrone geschlagen wird. Gute Waffen dieser Art verfügen über ein sogenanntes Rückspringschloss, bei dem der Hahn nach dem Abschlagen in einer Sicherungsrast ruht.

##### Selbstspanner

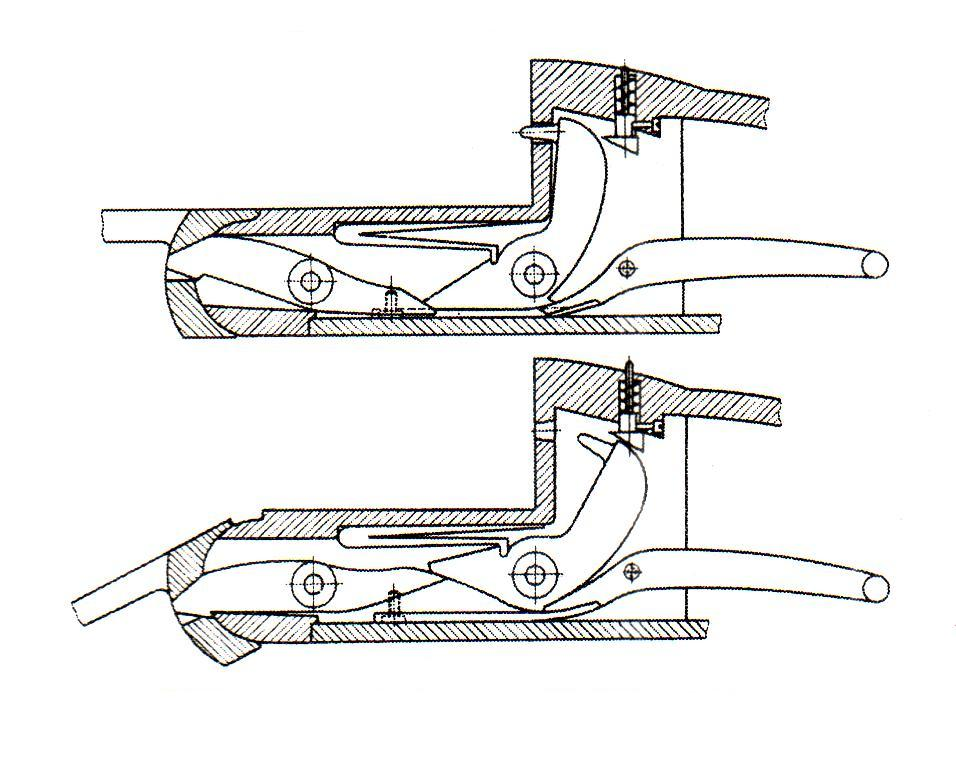
Schloss mit Selbstspanner

Selbstspanner sind einfach zu bedienen und bei Bockflinten eine Notwendigkeit, da sich sonst ein Hahn an der Seite oder unter der Waffe befinden würde. Aktuell stellen sie die Mehrzahl der Kipplaufflinten.
Bei hahnlosen Seitenschlossflinten sind die bei Hahnflinten außen liegenden Hähne an die Innenseite der Schlossplatte verlegt worden. Dabei wurden sie von der Form her zu Schlagstücken abgeändert. Gespannt, also zurückgedrückt, werden sie beim Öffnen der Flinte. Hier wirkt ein Spannhebel mit Gegenlager im Vorderschaft auf sie ein.
Diese Schlösser gibt es als einfache Ausführung ohne Sicherheitsfangstange. Zwar sind sie leicht zu entnehmen und zu warten, jedoch fehlen ihnen wesentliche Sicherheitsmerkmale hochwertiger Waffen von Holland & Holland oder Sauer & Sohn. Die Firma Krieghoff bietet eine Version mit von oben eingreifender Sicherheitsfangstange an, die also selbst bei Bruch der Stange noch greift.
Das Kastenschloss liegt innerhalb der Basküle, schwächt dadurch nicht den Schaft und ist leicht und günstig in der Herstellung. Es gibt verschiedene Bauweisen, nach deren bekanntester, dem Anson & Deeley-Schloss, es auch häufig genannt wird. Das kompakteste Schloss ist das Blitzschloss.

#### Verschluss

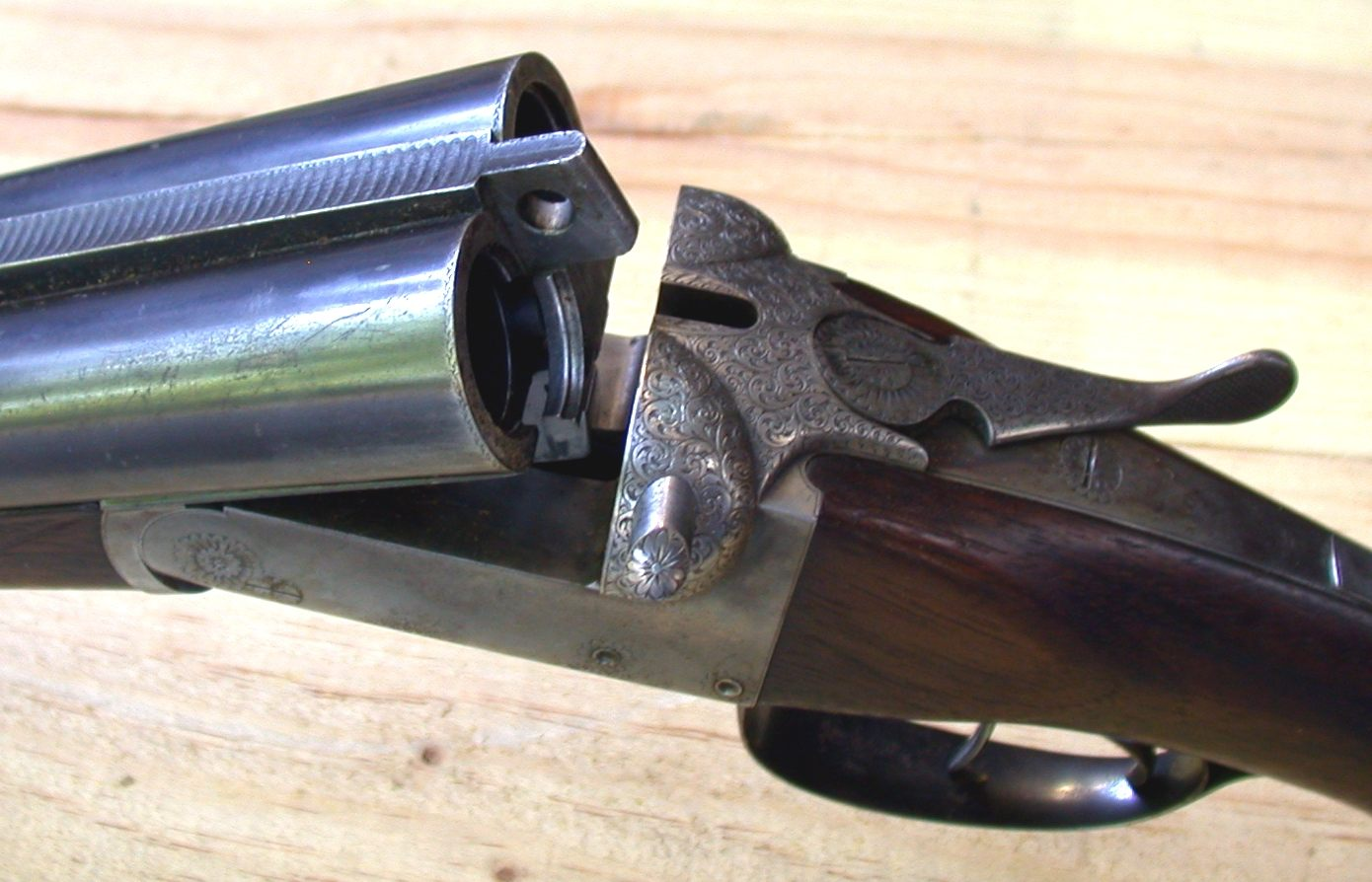
Kipplaufverschluss

Bei Flinten dieser Art handelt es sich fast immer um Kipplaufwaffen. Dabei bildet der Stoßboden der Basküle (Bodenstück) den Verschluss. Der Lauf wird um einen Gelenkbolzen vor dem Stoßboden abgekippt. In der angekippten Lage wird er dann durch einen Verriegelungskeil in seiner Position fixiert. Selten werden auch einläufige Flinten mit Zylinderverschluss hergestellt.
Bei der doppelten Laufhakenverriegelung werden zwei Laufhaken durch einen seitlich eingreifenden Verschlusskeil fixiert.
Blockverschlüsse nutzen diese Verschlussart ebenfalls. Hierbei ist jedoch einer der Laufhaken als massiver Stift ausgearbeitet. Senkt sich der Block ab, wird er frei und damit beweglich.
Der Greener-Querriegel-Verschluss ist ein mit doppelter Laufhakenverriegelung, welcher um einen zusätzlichen Querbolzen ergänzt ist, der eine Verlängerung der Schiene durchstößt.
Der Kersten-Verschluss, auch Straßburger oder Doppel-Greener genannt, hat zwei symmetrisch angebrachte Verlängerungen des oberen Laufs. Diese sind seitlich durchbohrt und auch hier wird durch Bolzen verriegelt. Bei diesem Verschluss fällt oft ein Laufhaken weg oder es wird in diesem nicht mehr verriegelt, sondern er stützt sich nur noch ab.
Der Kersten-Verschluss geht auf den Straßburger Büchsenmacher Gustav Kersten zurück. Dieser ließ sich um 1900 für diesen Verschluss einen Gebrauchsmusterschutz des Deutschen Reiches (Nummer 123783) erteilen.
Zur Vereinfachung des Verschlusses gibt es heute oft hakenlose Verschlüsse, die seitlich eingreifen. Man nennt sie Flanken-Verschlüsse. Bei diesen ist der Drehpunkt auf Höhe der unteren Laufseelenachse. Dieses entlastet den Verschluss und, wie bei Sauer oder Beretta, reicht ein kräftiger Riegel bzw. Flankenverschluss aus.

#### Doppelflinten-System Darne

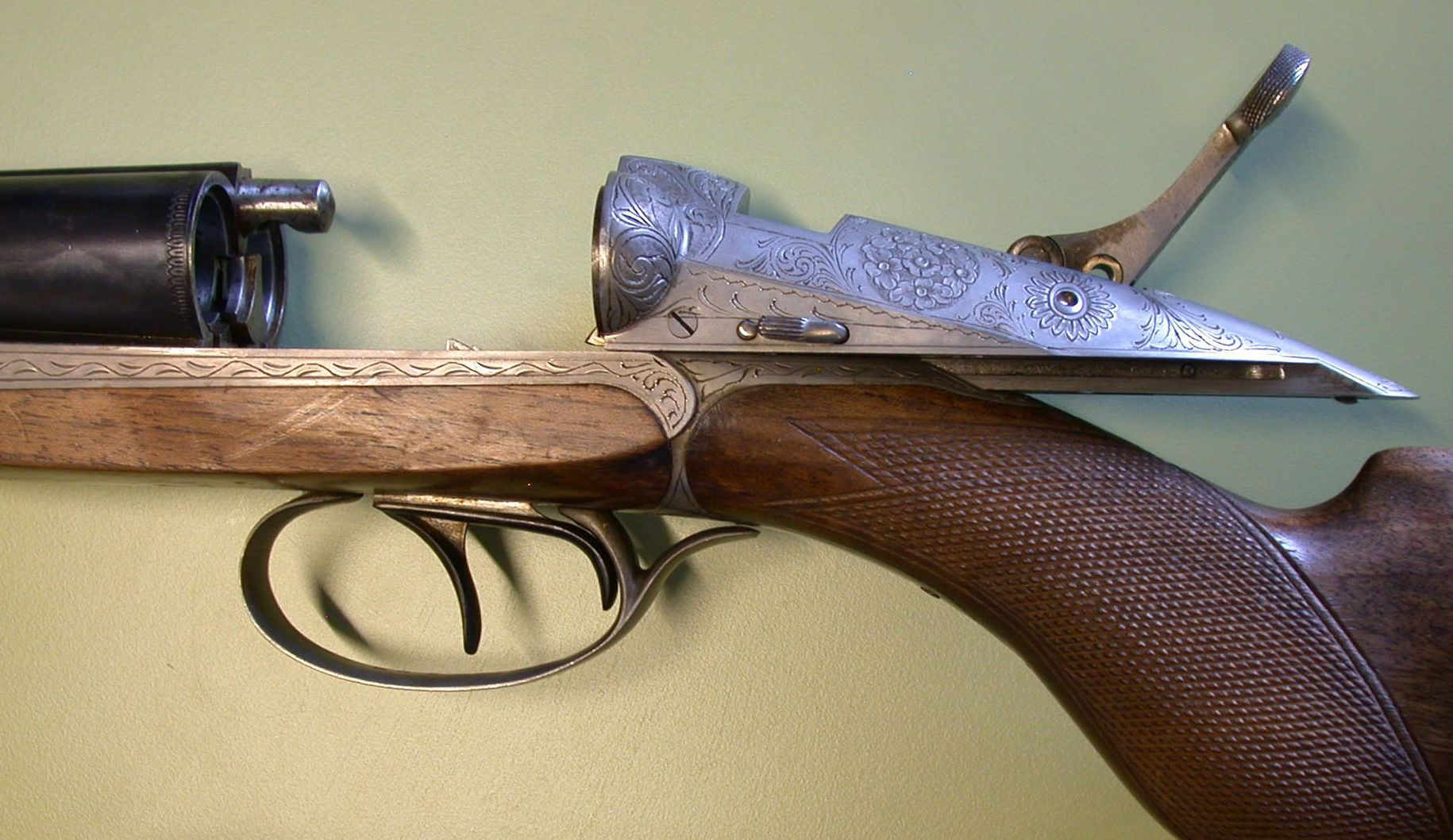
Darne-Doppelflinte, Verschluss geöffnet

Eine Sonderstellung nehmen die von der Firma Darne (gegründet 1881) in St. Etienne, Frankreich gefertigten Jagdwaffen ein. Äußerlich gleichen diese Doppelflinten und -büchsen den klassischen Kipplaufwaffen, haben jedoch einen Verschluss, der parallel zur Laufachse zurückgezogen wird. Die Betätigung erfolgt über einen oben angebrachten Hebel, der, nach hinten gezogen, den Verschluss entriegelt, dabei die Zündstifte spannt und den Verschlussblock in Ladeposition bringt. Nach vorne geschwenkt wird der Verschluss wieder nach vorne gebracht, verriegelt und die Waffe ist schussbereit.
Die Verriegelung erfolgt durch einen unten am Verschlussblock angebrachten Schwenkriegel, der sich in einem Gegenlager in der Laufverlängerung abstützt und zusätzlich durch einen Bolzen, der in eine entsprechende Bohrung im oben zwischen den Läufen angebrachten Verriegelungsstück eingreift.
Darne-Flinten und -Büchsen werden in allen gängigen Jagdkalibern hergestellt. Sie haben selektive Auswerfer, d. h. die nicht abgeschossene Patrone wird nicht ausgeworfen. Obschon sie eine hohe Verarbeitungsqualität aufweisen, sind sie selten. Der Grund mag sein, dass sie nicht geknickt getragen werden können und dass konventionelle Kipplaufwaffen subjektiv gegenüber dem nach hinten zu öffnenden Verriegelungssystem als sicherer betrachtet werden.

#### Doppelflinten System-Charlin
Auch die Firma von Louis Charlin in St. Etienne bot ab 1904 eine Doppelflinte mit ähnlicher Funktion an, einem Verschluss, der parallel zur Laufachse zurückgezogen wird. Im Unterschied zur Darne-Flinte verriegelte die Waffe mit einem Kniegelenkverschluss.

#### Flinten mit teilweise gezogenem Lauf

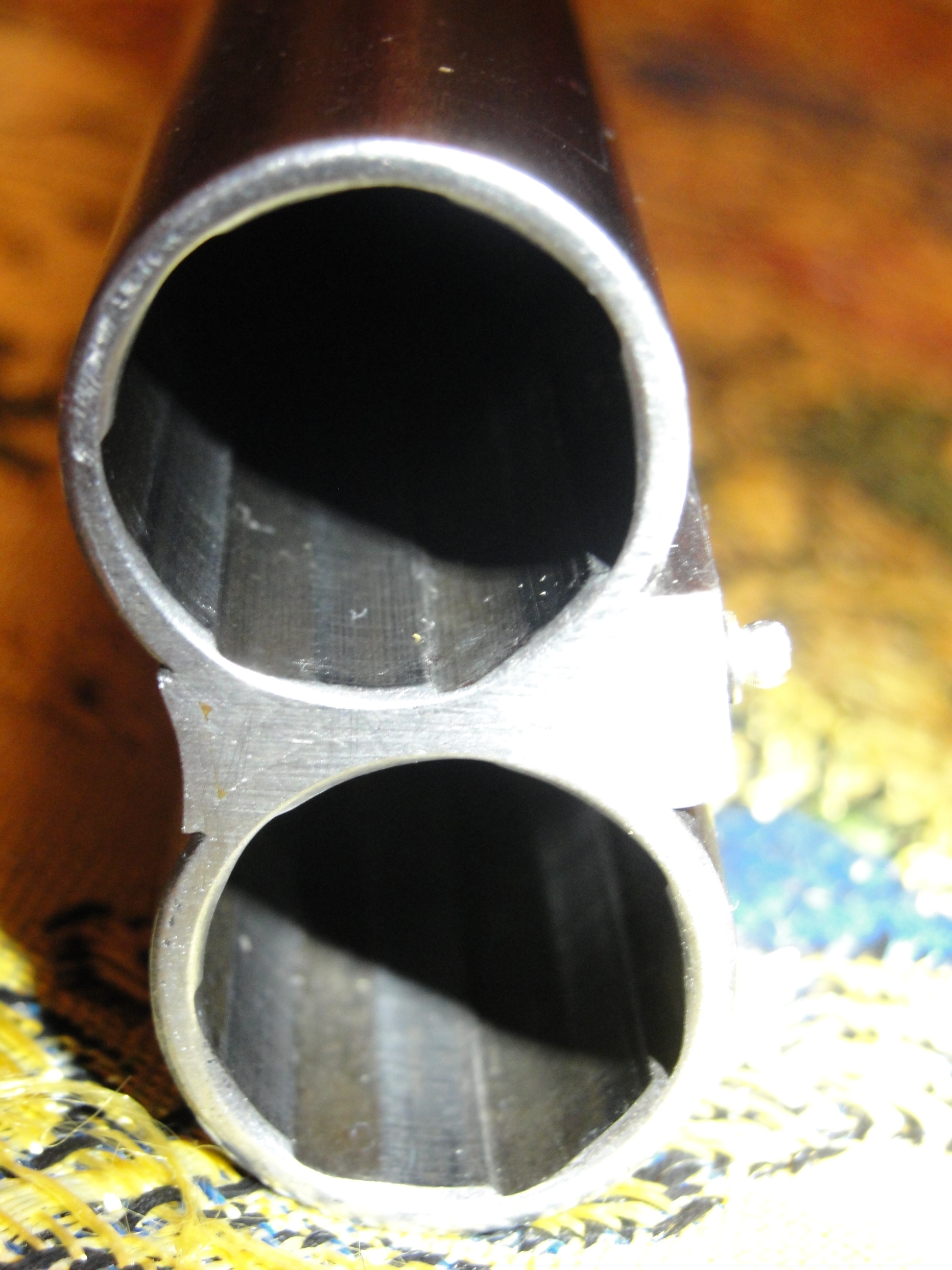
Historische Paradoxmündung eines Flintenlaufes nach dem Fosbery-Patent Nr. 7568

Eine Ausnahme, die als Paradoxon zu der Grunddefinition von glatten Läufen bekannt ist, betrifft Ausführungen von Flinten, die über teilweise gezogene Läufe, über vollständig gezogene Läufe oder über Chokes mit Zugprofil (auch R-Choke) verfügen. Diese sind sowohl zum Verschießen von Schrot als auch von Flintenlaufgeschossen ausgelegt, welche durch eine Rotationsbewegung im Flug stabilisiert werden sollen.
Eine frühe Variante dieser Waffe hatte die von dem Engländer George Vincent Fosbery in 1885 patentierte Paradoxmündung und wurde ab 1886 mit der von Holland & Holland hergestellten Paradoxflinte bekannt. Um ein speziell dafür entwickeltes Flintenlaufgeschoss zur Rotation zu bringen, hatte der Lauf kurze Züge am vorderen Laufende. Moderne Flintenlaufgeschosse sind meist passgenau mit einem Treibkäfig (Sabot) versehen, so dass sie nicht mit gezogenen Laufabschnitten in Berührung kommen und damit auch nicht in eine Rotationsbewegung versetzt werden.

#### Glattläufige Waffen für spezielle Geschosse
Genauso gibt es Gewehre mit glattem Lauf für das Verschießen von speziellen Geschossen. Es handelt sich dabei um Reizstoff-, Narkose- und Signalgewehre. Auch Flobertgewehre im Kaliber 6 und 9 mm verschießen Kugeln und Schrot aus glatten Läufen.

### Repetierflinten

#### Vorderschaftrepetierer
Vorderschaftrepetierflinten, im englischen Sprachgebrauch auch als Slide Action Guns oder Pumpguns bezeichnet, eignen sich besonders für die Selbstverteidigung und den Einsatz im polizeilichen Bereich. Die US-amerikanische Polizei setzt sie auch an Stelle von Maschinenpistolen ein. Ihre Vorteile sind ein geringer Preis und durch den hohen Querschnitt der Geschosse eine sehr hohe zielballistische Wirkung, bei einer Magazinkapazität zwischen vier und acht Patronen. Anders als halbautomatische Flinten funktionieren sie unabhängig von der verwendeten Munition.
Bei Vorderschaftrepetierflinten befindet sich das röhrenförmige Magazin unter dem Lauf. Der Vorderschaft ist in der Längsachse beweglich und gleitet auf dem Magazin. Wird er nach hinten gezogen, wird der Verschluss geöffnet und die leere Patronenhülse ausgeworfen. Bei der Vorwärtsbewegung wird eine neue Patrone aus dem Magazin in den Lauf (Patronenlager) eingeführt. Wird also nach einer Schussabgabe nicht repetiert, ist die Waffe entspannt (die leere Hülse befindet sich jedoch noch im Patronenlager) und es kann sich nicht versehentlich ein Schuss lösen. Das Gleiche gilt, wenn nach dem Laden von Patronen in das Röhrenmagazin nicht die erste Patrone in den Lauf (Patronenlager) repetiert wird.
Eine Besonderheit bilden in diesem Segment die Truvelo-Neostead-Flinte. Sie unterscheidet sich von anderen Vorderschaftrepetierern auf dem Markt dadurch, dass sie über zwei Magazinröhren verfügt, welche zudem über dem Lauf liegen. Während des Repetiervorganges wird der Lauf nach vorne gezogen. Zudem kann man die Magazine getrennt anwählen und so verschiedenartige Munition nach Bedarf abrufen.

#### Unterhebelrepetierer

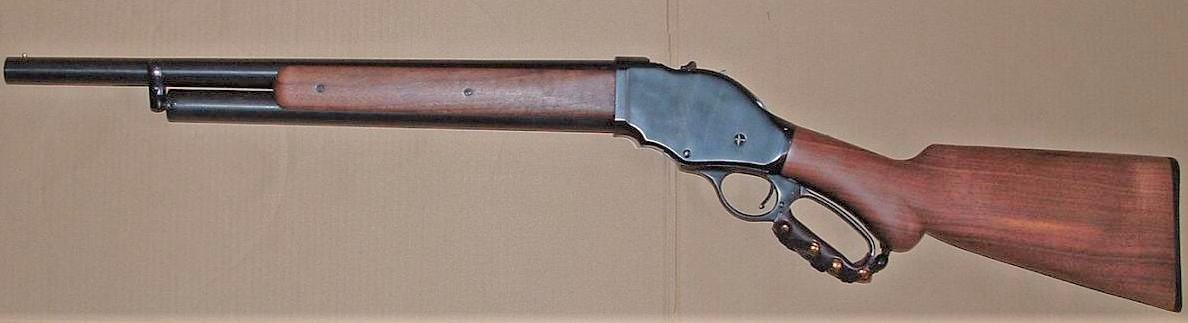
Moderner Nachbau einer Winchester M1887 Unterhebel-Repetierflinte

Flinten in der Form von Unterhebelrepetierern wurden Ende des 19. Jahrhunderts von John Moses Browning erfunden und von der Winchester Repeating Arms Company als Modelle Winchester M1887 und Winchester M1901 auf den Markt gebracht.
Dabei handelte es sich bei dem Modell 1887 noch um eine Waffe für Schwarzpulverpatronen, während das Modell 1901 stärker ausgelegt war, um raucharme Patronen aufzunehmen. Bis zur Produktionseinstellung um das Jahr 1920 wurden rund 144.000 Waffen beider Modelle gefertigt.
Mit dem von Browning gegenüber der Firmenleitung schon vor der Konstruktion des Modells 1887 favorisierten Vorderschaftrepetierer, eingeführt als Winchester M1893, schuf man sich ein Konkurrenzprodukt, welches sich schließlich am Markt durchsetzte.
Derzeit werden Unterhebelrepetierer im Design der Winchester-Flinten unter anderem von Australian Defence Industries und der chinesischen Norinco gebaut.

#### Repetierflinten mit Zylinderverschluss
Es gibt auch Zylinderverschluss- oder Kammerstängel-Repetierflinten. Sie sind jedoch selten. Ein Beispiel dafür ist die Marlin Model 55.

### Selbstladeflinte

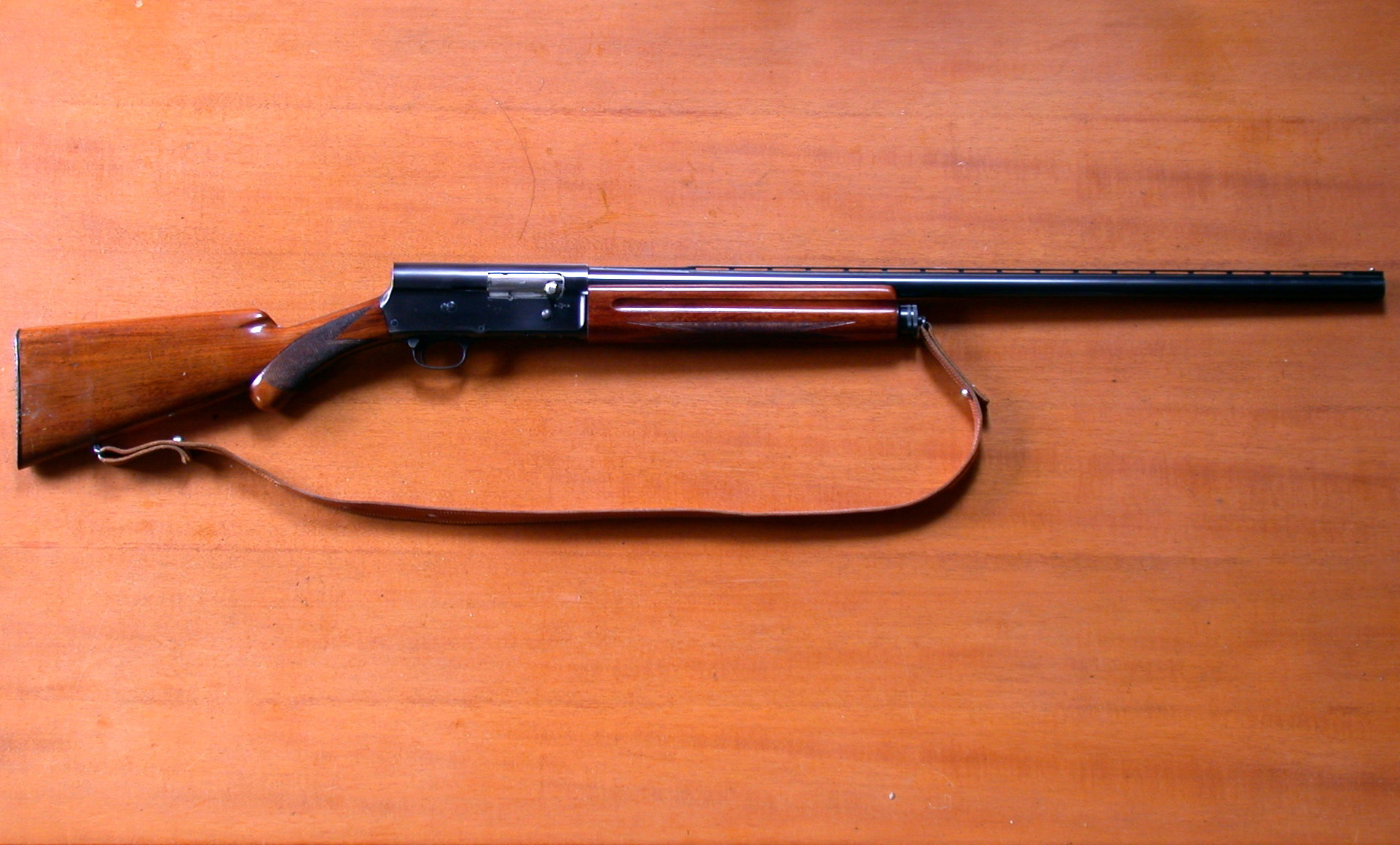
Browning Auto 5 Selbstladeflinte

Selbstlade- bzw. halbautomatische Flinten unterteilen sich in Rückstoßlader und Gasdrucklader.
Der erste erfolgreiche Rückstoßlader war die 1900 patentierte Browning Auto 5, die 1903 auf den Markt kam. Bei dieser Flinte laufen, im Gegensatz zu Pistolen mit Browning-Verriegelung, Lauf und Verschluss gemeinsam um mehr als eine Patronenlänge zurück, spannen dabei das Schloss und werden entriegelt. Der Lauf wird durch die Vorholfeder nach vorne gebracht, dabei wird die leere Hülse ausgeworfen. Im Vorlauf des Verschlusses wird mit Hilfe des Zubringers eine neue Patrone aus dem unter dem Lauf liegenden Röhrenmagazin zugeführt.
Gasdrucklader nutzen den entstehenden Gasdruck zum Auswerfen der Hülse und Zuführen einer neuen Patrone aus dem Magazin. Dabei wird über eine Öffnung im Lauf Gas auf einen Kolben umgeleitet, der den Verschluss betätigt.
Da durch diese Funktionsweise der Rückstoß vermindert wird, sind Gasdrucklader im jagdlichen Bereich als Damenwaffen beliebt.

### Vollautomatische Flinten
Für den militärischen Bereich wurden einige vollautomatische Flinten, wie die Daewoo USAS-12, die Jackhammer und die Atchisson Assault Shotgun entwickelt. Diese verfügen meist über Trommelmagazine mit einem Inhalt zwischen acht und 40 Patronen. Bei der Atchisson Assault Shotgun wird der Rückstoß der Waffe auf ein beherrschbares Maß vermindert, indem der Rücklauf des Verschlusses auf ein Maximum verlängert wird.

## Kaliber

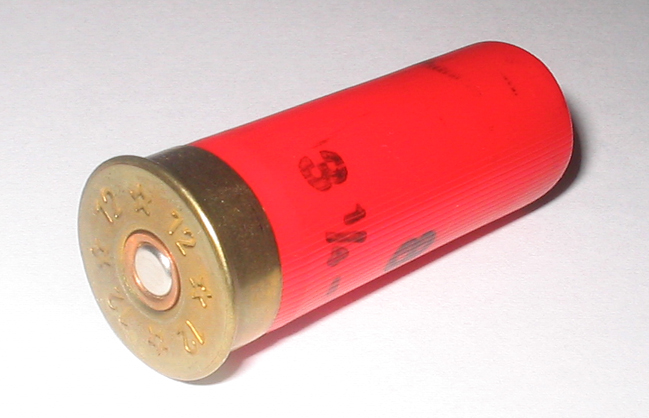
Schrotpatrone mit Kunststoffhülse. In der Mitte des Patronenbodens erkennt man das Zündhütchen.

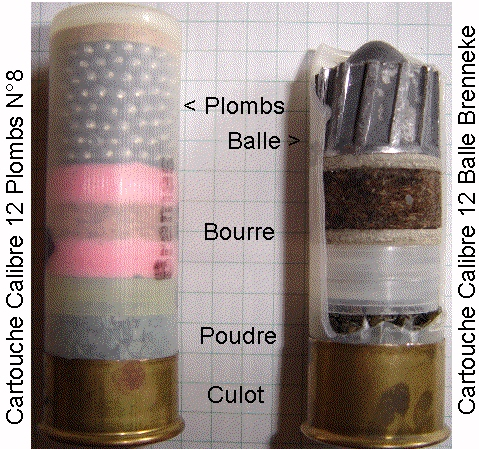
Vergleich zwischen einer Schrotpatrone und einem Flintenlaufgeschoss

Bei Flinten weicht die Kaliberbezeichnung von anderen Schusswaffen ab. Hier bezeichnet das Kaliber die Anzahl der Bleikugeln vom Laufinnendurchmesser, die zusammen ein englisches Pfund (453,6 g) wiegen.
Dieses ergibt folgende Werte:
| Kaliber:       | 4     | 8     | 10    | 12    | 16    | 20    | 24    | 28    | 32    | 36    | 67,62 (.410) |
| -------------- | ----- | ----- | ----- | ----- | ----- | ----- | ----- | ----- | ----- | ----- | ------------ |
| Bohrung in mm: | 26,73 | 21,22 | 19,69 | 18,53 | 16,84 | 15,63 | 14,71 | 13,97 | 13,36 | 12,85 | 10,41        |

Dazu wird die Hülsenlänge im Zustand nach Schussabgabe genannt. Diese beträgt je nach Munition 65, 67.5, 70, 76 oder 89 mm. Heute übliche Patronen sind vorne durch eine Bördelung oder Faltung verschlossen und erreichen ihre Maximallänge also erst, wenn die Patrone abgeschossen wird. Außerdem gibt es auch hier Magnum-Kaliber mit erhöhtem Gasdruck, diese mit Hülsenlänge 76 oder 89 mm, für deren Verschuss bezüglich der Waffe bei der Beschussprüfung erhöhte Anforderungen bestehen.
Eine vollständige Kaliberangabe wäre also 12/70 oder 16/65.
Schrotkugeln mit einem Durchmesser von über 4 mm bezeichnet man als Postenschrot oder umgangssprachlich als Sauposten.

## Choke

Formen von Würgebohrungen: Die Mündung befindet sich in der Abbildung rechts

Der Brite W. W. Greener erfand den Choke (Würgebohrung). Dabei handelt es sich um eine Laufverengung, die das Streuverhalten der Schrotgarbe beeinflusst. Eine Flinte kann dabei einen fest eingebauten Choke haben oder aber über auswechselbare Einsätze verfügen, um sich unterschiedlichen Gegebenheiten bei Jagd oder Sport anzupassen.
Bei nahen Zielen kann eine große Streuung wünschenswert sein, so dass trotz der Aufweitung der Garbe noch eine ausreichende Abdeckung des Ziels mit Schroten erreicht werden kann. Auf größere Distanzen muss die Garbe enger zusammengehalten werden, um auf einer vorgegebenen Fläche noch eine wirksame Zahl von Treffern zu erzielen. Das wird durch eine Verengung des Querschnitts an der Laufmündung erreicht. Die Verengung liegt je nach Auslegung im Bereich von etwa einem zehntel Millimeter bis um einen Millimeter. Für bestimmte Zwecke kann die Streuung durch eine Aufweitung oder eine Verengung mit folgender Aufweitung an der Laufmündung erhöht werden. Das ist beim Schießen auf nahe, schnelle Ziele wie etwa beim Skeet sinnvoll. Doppelflinten für das jagdliche Schießen besitzen in der Regel Läufe mit unterschiedlichen Würgebohrungen, wie etwa einen Lauf mit ¼-Choke mit größerer Streuung und einen mit Vollchoke und geringerer Streuung. Der erste Schuss wird meist aus dem Lauf mit der größeren Streuung abgefeuert, so dass auf kurze Entfernung bis etwa 25 m ausreichend viele Schrote das Ziel treffen. Ist bei fliehendem Wild ein weiterer Schuss notwendig, wird dann wegen der größeren Distanz eine bessere Flächenabdeckung bei geringerer Streuung benötigt.
Zu den meistverwendeten Würgebohrungen gehören die rechts abgebildeten. Dabei handelt es sich um:
- A: kein Choke, Zylinderbohrung
- B: verbesserte Zylinderbohrung
- C: Glocken-Choke
- D: Skeet-Choke
- E: Normal-Choke
- F: Spitzbogen-Choke
- G: Rezess-Choke, auch Nischen-Choke oder Jug-Choke genannt
- H: Paradox-Profil für Flintenlaufgeschosse, auch als R-Choke bekannt

Die Maße für den Choke weichen von Hersteller zu Hersteller ab. Dabei werden die unterschiedlichen Chokes meist durch Sternchen, Ringe, Kerben oder farbige Markierungen angezeigt. Einen Anhaltspunkt für die Maße gibt die nachfolgende Tabelle:
| Laufverengung | Bleischrot (deutsch)             | Bleischrot (englisch)  | Stahlschrot |
| ------------- | -------------------------------- | ---------------------- | ----------- |
| 0,000 mm      | Zylinder                         | –                      | Skeet       |
| 0,125 mm      | Skeet (sk)                       | Skeet (SK)             | ¼ Choke     |
| 0,250 mm      | ¼ Choke (Viertelchoke)           | improved cylinder (IC) | ½ Choke     |
| 0,380 mm      | ¼ – ½ Choke                      | light modified (LM)    | ¾ Choke     |
| 0,500 mm      | ½ Choke (Halbchoke)              | modified (M)           | 1/1 Choke   |
| 0,625 mm      | ¾ Choke                          | improved modified (IM) | –           |
| 0,750 mm      | ¾ – 1/1 Choke (Dreiviertelchoke) | light full (LF)        | –           |
| 0,850 mm      | 1/1 Choke (Vollchoke)            | full (F)               | –           |
| 1,050 mm      | 5/4 Choke (Vollchoke)            | extra full (XF or EF)  | –           |

Die Wirkung eines Chokes in Verbindung mit einzelnen Schrotgrößen wird in Deutschland auf einer Sechzehnfelder-Prüfscheibe dargestellt. Diese Scheibe hat einen geviertelten Innenkreis von 35 cm Durchmesser und einen in zwölf Felder aufgeteilten Außenkreis mit 75 cm Durchmesser. Die äußeren Felder sind 20 % größer als die inneren Felder. Diese Scheibe wird aus 35 m Entfernung beschossen.
Bei einer Schrotgröße von etwa 3 mm treffen bei Viertelchoke etwa 55, bei Halbchoke etwa 60 % der Ladung die Scheibe. Bei Dreiviertelchoke sind es 65 und bei Vollchoke bis über 70 %.
Zu beachten ist aber, dass damit nicht zwangsläufig die Kerngarbe dargestellt wird. Diese enthält 85 % der Schrotgeschosse und ist der Wirkungsträger. Dabei streckt sich die Kerngarbe auch in der Länge auf rund 10 % der Schussentfernung. Man kann sie sich räumlich also etwa wie eine dickbauchige Zigarre vorstellen.
Damit beträgt der wirksame Durchmesser der Schrotladung bei 3 mm großen Schroten bei Vollchoke auf 20 m rund 35–40 cm, bei Viertelchoke sind es 70–80 cm. Auf 35 m sind es bei Vollchoke 90–95 cm und bei Viertelchoke 125–130 cm. Wie man sieht nimmt die Deckung der Schrote bei geringerem Choke und größerer Entfernung stark ab.
Im jagdlichen Bereich spricht man deshalb bei Viertelchoke von einem Waldlauf, bei Halbchoke von einem Universallauf und ab Dreiviertelchoke von einem Feldlauf.

## Nutzung

### Jagd
Jagdlich wird die Flinte auf Niederwild (ausgenommen Rehwild) und Flugwild bis zu einer Schussentfernung von etwa 35 Metern eingesetzt. Durch einen neurogenen Schock, also den Zusammenbruch des Kreislaufsystems, den die kleinen, nahezu gleichzeitig auftreffenden Körner auslösen, wird das Wild sofort paralysiert und verendet in der Regel, bevor es wieder zu Bewusstsein kommt, an weiteren Verletzungen. Zweck der Flinte ist somit ein gewollter Streuschuss mit vielen kleinen Projektilen auf ein gewöhnlich in schneller Bewegung befindliches und relativ kleines Ziel. Bis Anfang des 19. Jahrhunderts, als noch Schwarzpulver verwendet wurde, waren die Schrotläufe üblicherweise mehr als 75 cm lang, um wie bei den zeitgenössischen Büchsen eine ausreichend hohe Mündungsgeschwindigkeit zu erreichen. Die Einführung von NC-Pulver mit offensiverem Abbrandverhalten ermöglichte eine deutlich kürzere Lauflänge. Es wurden kürzere, handlichere, leichtere Flinten entwickelt, z. B. für Skeet oder die Waldjagd, also dem Schuss auf Nahdistanzen, mit Lauflängen zwischen 25" = 63,5 cm und 28" = 71 cm, sowie deutlich längere, schwerere Flintenmodelle z. B. für Trap, Jagd auf Flugwild und den Parcourssport, mit Lauflängen bis über 90 cm.

#### Jagdsport
Beim Jagdparcours (französisch Strecke) wird die Jagd auf Niederwild simuliert. Hierbei sind die Standorte der Wurfmaschinen und die Flugbahnen der Wurftauben, im Gegensatz zu den Sportarten Skeet und Trap, nicht in einem verbindlichen Regelwerk eines Schießsportverbandes vorgegeben. Die Wurfmaschinen sind meist in einem natürlichen oder nachgestellten Waldgelände mit natürlichem Bewuchs mit Sträuchern, Büschen, Bäumen und Erdwällen aufgebaut, meist sogar für den Schützen außerhalb der Sicht. Der Reiz dieser Sportart liegt darin, dass Einzeltauben und Kombinationen beschossen werden müssen. Parcoursstände sind in verschiedenen Schwierigkeitsstufen angelegt, um sowohl Anfängern als auch erfahrenen Schützen eine leistungsgerechte Herausforderung zu bieten. Die Wurfmaschinen können rund um den Schützen platziert sein, so dass auch Tauben von hinten geworfen werden. Es gibt verschiedene Wurfscheiben nach Größe und Gewicht (genannt Midi und Mini), um unterschiedliche Ziele, Flugbahnen und Geschwindigkeiten zu simulieren. Varianten davon sind sog. Looper, hochkant geworfene Tauben in einer mehr oder weniger steilen Bogenflugbahn. Es gibt sog. Rollhasen, welche ebenfalls hochkant in hoher Geschwindigkeit über den Stand rollen und je nach Geländestruktur zufällig abgelenkt werden und hüpfend hochgeschleudert werden. Bei Kombinationen werden ein oder zwei Wurfmaschinen einbezogen, die entweder nacheinander („AS“) auf Schuss ausgelöst werden oder gleichzeitig („SIM“, simultan). Bei der Variante rafalle („RAF“) werden zwei Tauben der gleichen Maschine technisch schnellstmöglich hintereinander geworfen, somit keine Auslösung AS auf den ersten Schuss des Schützen. Beim Parcoursschießen beschießt ein Schütze einer Gruppe (Rotte) die Taubenabfolge eines Standes komplett, bevor der nächste an der Reihe ist.
Der Jagdparcours als Königsdisziplin des Flintensportes wird auch als Golf mit der Flinte bezeichnet, weil in der Ausübung des Sportes oft zwischen den einzelnen Ständen ein zusammenhängendes Naturareal durchwandert werden muss. Beispielhaft in Deutschland sind z. B. die Jagdparcoursanlagen in Buke im Teutoburger Wald und am Dornsberg (Bodensee), welche in natürliche, hügelige Wälder gebaut wurden.
Eine vom Aufwand her vereinfachte Version des Jagdparcours für räumlich begrenzte Schießstände ist das Compac-Sporting oder Compakt. Auf diesen Ständen werden oft bereits vorhandene Skeet- oder Trapmaschinen einbezogen und durch weitere Maschinen ergänzt. Hierbei nehmen alle Schützen einer Gruppe, meist 3–5 Personen (Rotte), nebeneinander ihre Schusspositionen ein und beschießen während eines gemeinsamen Durchganges jede einzelne Taube abwechselnd nacheinander, jeweils beginnend mit dem Schützen Nr. 1, ganz links stehend.
Flush and Flurry (auch: simulated gameshooting) bezeichnet eine Variante des Wurftaubenschießens, bei der gleichzeitig aus mehreren Wurfmaschinen Tontauben geschleudert werden. Dieses soll eine klassische, getriebene Jagd auf Flugwild simulieren.
Kipphase ist eine Disziplin, bei der eine metallene, dreiteilige Klappscheibe im Umriss eines querflüchtigen Hasen auf einem schienengeführten Schlitten motorgetrieben gezogen und auf 30 m Distanz beschossen wird. Der Kipphase ist oft ein Ersatz zu Ausbildungszwecken, wenn ein geeignetes Wurftaubengelände nicht zur Verfügung steht oder das Training wetterunabhängig in einer Halle durchgeführt wird. Dadurch ist eine Ausbildung an der Flinte in Wohn- oder Industriegebieten ohne jegliche Emission bis spät in den Abend möglich.
Handisport sind spezielle Disziplinen für körperlich Behinderte.
Bei der Federation International de Tir aux Armes Sportives de Chasse (Internationale Vereinigung zum Schießen mit Jagdwaffen) gibt es den Großteil der oben beschriebenen Disziplinen, sowie „laufender Keiler“ (mit Flintenlaufgeschossen) und Elektrotaube. Bei der Elektrotaube oder auch ZZ (von Zinc Zurrito, dem Propellermaterial und dem Namen einer Taubenart) handelt es sich um eine mit Flügeln und Propeller versehene Scheibe, die mehrfach Flugrichtung und Geschwindigkeit ändert und so nur sehr schwer zu beschießen ist.
Das Schießen auf lebende Tauben im Rahmen des Schießsports ist fast überall verboten. Lediglich in wenigen Clubs in Italien und den USA, sowie regelmäßig in Spanien und Mexiko ist es heute noch verbreitet, mit teils sehr hohen Wetteinsätzen des Publikums.

### Sport

#### Olympische Disziplinen
Die Flinte wird auch als Sportwaffe benutzt. So gibt es als olympische Disziplinen:
- Skeet (Männer, Frauen)
- Trap (Männer, Frauen)
- Doppel-Trap (Männer, bis 2004 auch Frauen)

Hierbei wird auf 110 mm große, 105 g schwere, zerbrechliche Wurfscheiben geschossen. Diese werden dazu aus einer Wurfmaschine in die Luft geschleudert. Eine Wurfscheibe gilt als getroffen, wenn wenigstens ein sichtbares Stück von ihr abspringt.

#### Praktisches Flintenschießen
Beim praktischen Flintenschießen kommt es nicht nur auf den präzisen Schuss, meist mit Flintenlaufgeschossen auf feste und bewegliche Ziele, an, sondern auch auf eine möglichst schnelle Lösung der Aufgabe.

### Polizei

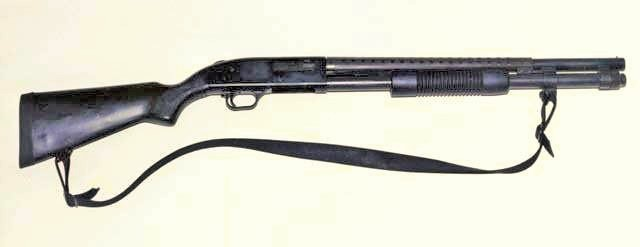
Vorderschaftrepetierflinte Mossberg 590/Maverick 88

Im polizeilichen Gegenüber hat die Flinte eine hohe psychologische Drohwirkung. So hat eine Flinte im Kaliber 12 eine Mündungsöffnung von 18 mm. Dazu kommen Legenden um die zielballistische Wirkung von Schrotladungen beim Menschen, in denen es heißt, dass ein Täter „über die ganze Straßenbreite“ zurückgeworfen wurde oder aber „fast in Stücke riss“. Hierdurch wird schon oft die Aufgabe des Gegners hervorgerufen und ein Schusswaffeneinsatz kann entfallen.
Die Flinte ist darüber hinaus sehr flexibel einsetzbar. Auf kurze und mittlere Entfernungen hat sie eine hohe Mannstoppwirkung, mit Flintenlaufgeschossen auch noch auf Entfernungen bis zu 100 m. Mit der Flinte können Signalmunition, Tränengaspatronen, barrikadebrechende Geschosse, Nylonschrot oder Vollgummiprojektile verschossen werden.
Spezialeinsatzkräfte der deutschen Polizei setzen von Heckler & Koch importierte Selbstladeflinten der Firma Franchi ein. Als Argument für die Selbstlader wurde bei Einführung die einfachere Bedienung angeführt. Amerikanische Polizeidienststellen bevorzugen hingegen Vorderschaftrepetierer mit Röhrenmagazinen. Insgesamt sind Repetierflinten einfacher konstruiert und sicherer in der Bedienung.

### Militär

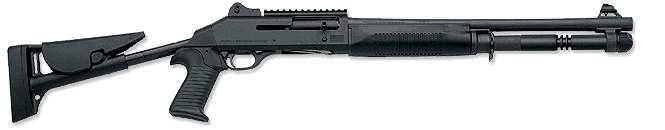
M1014 Joint Services Shotgun

Beim Häuserkampf werden auch Repetierflinten wegen ihrer deckungsbrechenden und -penetrierenden Wirkung eingesetzt. Je nach verwendeter Munition und Beschaffenheit des Ziels werden Türen und Wände durchschlagen. Oftmals wird hierbei auf die Türangel gezielt, um eine Tür sicher aus der Verankerung zu bekommen, ohne eine Sprengladung einzusetzen.
Bei der Bundeswehr werden Flinten, unter anderem vom Typ Remington 870, beim Kommando Spezialkräfte, bei den Kampfschwimmern und den Feldjägern (Militärpolizei) eingesetzt. Diese dienen der Abwehr von Tieren oder werden als Werkzeug zum Öffnen von Türen eingesetzt. Ein Einsatz gegen Menschen ist laut Handbuch Humanitäres Völkerrecht in bewaffneten Konflikten der Bundeswehr von August 1992 durch die verwendete Munition mit Bleigeschossen ausdrücklich verboten.

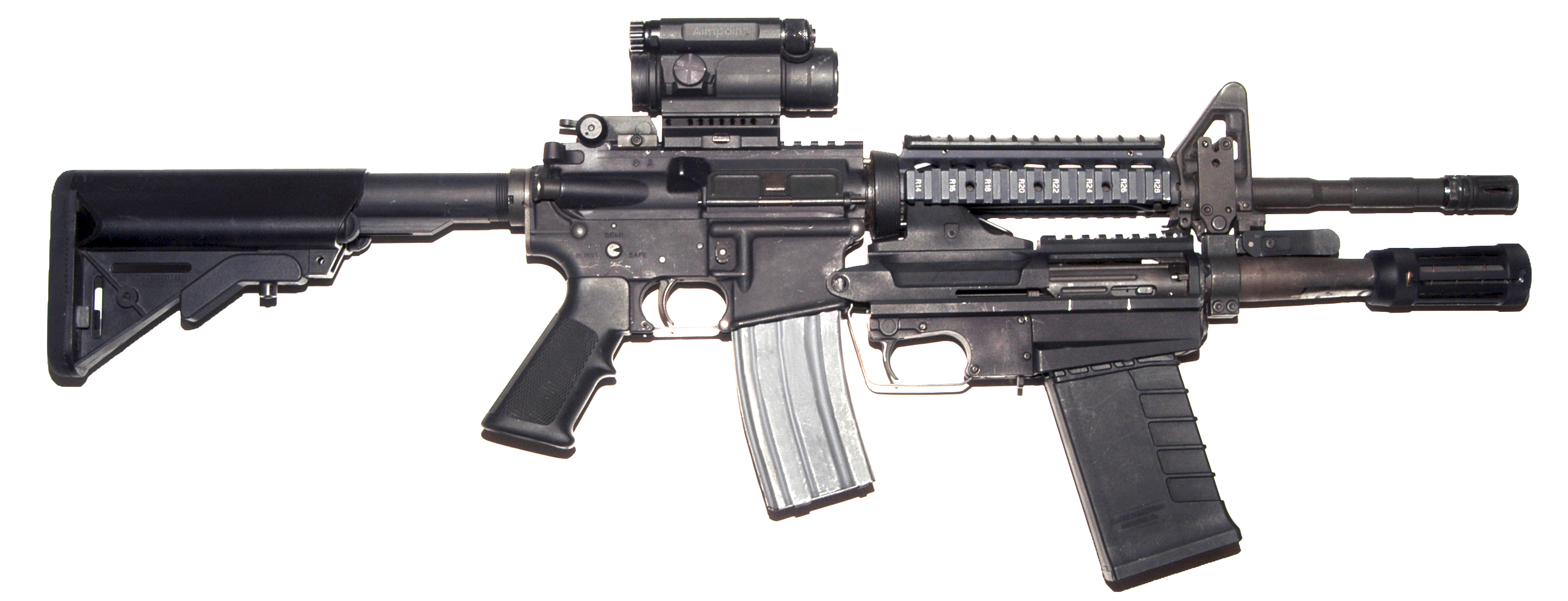
M26 MASS in der Ausführung als Unterlaufschrotflinte montiert an einem Colt M4

Die Schweizer Armee nutzt die Remington 870 Express-Flinte unter der Bezeichnung Mehrzweckgewehr 91.
Die US-Armee nutzte lange Zeit Flinten der Typen Mossberg 500, Remington 870 und Winchester 1200. Diese Waffen verfügten teilweise auch über die Möglichkeit, ein Bajonett aufzupflanzen, so zuerst bei der Winchester Model 1897, aber auch bei späteren Flinten. Die Neuausschreibung einer Joint Services Combat Shotgun (gemeinsame Kampfflinte) gewann 1999 die Firma Benelli mit dem Modell 4 Super 90. Die Waffe wurde dann ab 2001 als M1014 eingeführt, wobei die ersten 3977 Flinten an das Marine Corps geliefert wurden. Insgesamt soll das Auftragsvolumen für alle Waffengattungen etwa 25.000 Stück betragen. Bei der Flinte handelt es sich um einen Gasdrucklader mit einer Magazinkapazität von sechs (Kaliber 12/76) oder sieben (Kaliber 12/70) Schuss. Die Waffe verfügt unter anderem über einen Kunststoffschaft, eine einschiebbare Schulterstütze und eine Picatinny-Schiene für die Anbindung optischer Visierhilfen.
Neuerdings haben sich Schrotflinten als eines der wenigen wirksamen Mittel erwiesen, um anfliegende Drohnen bei militärischen Auseinandersetzungen abzuwehren.

## Das Schießen mit der Flinte
Wie bereits erwähnt, werden mit der Flinte überwiegend „Schüttladungen“ (Schrote), in Einzelfällen Flintenlaufgeschosse (siehe Flintenmunition) auf sich bewegende Ziele abgegeben.
Die sich bewegenden Ziele können durchaus beachtliche Geschwindigkeiten zeigen und bewegen sich im Raum auf unterschiedlichen Bahnen und in unterschiedlichen Richtungen. Sie können unvermittelt (z. B. während der Jagd) auftauchen.
Um unter diesen Bedingungen mit der Schrotgarbe (oder einem Flintenlaufgeschoss) treffen zu können, ist eine gegenüber dem Büchsenschuss abweichende „Zieltechnik“ erforderlich.
Die Flinte verfügt i. d. R., anders als eine Büchse für den Kugelschuss, nicht über ein Visier mit Kimme und Korn, einem Zielfernrohr o. Ä. Auf Flinten ist meist nur ein Korn an der Laufmündung zu finden, welches aber nicht für einen Zielvorgang genutzt wird und sogar entbehrlich sein kann. Auch wird beim Flintenschuss nicht „über den Lauf“ gezielt.
Der Anschlag der Flinte erfolgt dergestalt, dass die Waffe mit der Oberkante des Schaftes an die Unterkante des Jochbeins des Schützen und gleichzeitig in die Schulter eingezogen wird. Die rechte Hand umfasst den Schaft hinter dem Abzugsbügel, die linke Hand umfasst den Vorderschaft mit dem Laufbündel auf etwa der Hälfte der Waffenlänge. So ist die Waffe am Körper fixiert. Der Blick beider geöffneter Augen ist auf das Ziel gerichtet (nicht auf das Korn oder den Lauf!). Verfolgt wird ein Ziel nicht mit der Waffe, sondern mit Körperdrehungen aus den Lendenwirbeln heraus, ohne den Anschlag zu verändern. Der Schuss erfolgt stets in der Bewegung (es wird „mitgezogen“).
Wird der Anschlag stets auf die gleiche Art vorgenommen und ist der Schaft der Waffe für den Schützen „passend“, wird die Schrotgarbe dorthin fliegen, wohin der Schütze schaut.
Bei anspruchsvollen Schützen, bei Linkshändern, die links oder rechts anschlagen, bei orthopädischen Besonderheiten, bei unterschiedlich führenden Augen, sogar bei der beim Schießen getragenen Bekleidung (Sommer/Winter) kann eine Maßanfertigung des Schaftes notwendig sein, um sicher zu treffen (Weisheit von Flintenschützen: „Der Lauf schießt, der Schaft trifft!“). In vielen Fällen reichen durchaus Standardschäfte, mit denen der Schütze mit angepasstem Anschlag hohe Trefferzahlen erreichen kann.
Das Schießen mit der Flinte ist anspruchsvoll, erfordert sehr viel Übung und einen stets gleichen Anschlag, wenn sicher getroffen werden soll.

## Redensart
„Die Flinte ins Korn werfen“ ist eine ursprünglich militärische Redensart und bezeichnet jemanden, der den Mut verliert und den Kampf aufgibt. Er entledigte sich dann sprichwörtlich seiner Waffe im Kornfeld und floh vor dem Feind. Dieses Thema griffen auch Christian Morgenstern 1910 in seinem Gedicht Die weggeworfene Flinte und Eugen Roth in Voreilig auf.